# Henri Mazerat
Henri Louis Marie Mazerat (ur. 1 sierpnia 1903 w Saint-Amand-Montrond, zm. 14 września 1986) – francuski biskup katolicki, emerytowany biskup Angers (od 1974). Święcenia kapłańskie przyjął 29 czerwca 1932 roku i został inkardynowany do diecezji Fréjus-Toulon. Mianowany biskupem koadiutorem tejże diecezji przez Piusa XII. Został ordynariuszem w 1960 po rezygnacji poprzednika, Augusta Gaudela. W 1961 mianowany biskupem diecezjalnym Angers. Zrezygnował z pełnienia tej funkcji 5 lipca 1974 roku. Zmarł jako biskup senior Angers w 1986.